# Евсевий Верчелльский
Евсе́вий Верче́лльский (лат. Eusebius Vercellensis, итал. Eusebio di Vercelli; ок. 283 — 1 августа 371) — христианский богослов, епископ города Верцеллы (ныне Верчелли, Италия), борец с арианской ересью. В католической традиции вместе с блаженным Августином считается основателем института регулярных каноников. Дни памяти — 16 декабря, 2 августа.

## Житие
Святой Евсевий, первый епископ Верчелли родился на острове Сардиния. Вместе с матерью и младшей сестрой он был переправлен в Рим после мученической кончины отца. Там он был поставлен сначала в чтеца, потом папой Римским Марком — в пресвитера, затем, 15 декабря 345 года папой Римским Иулием I — во епископа.
О его деятельности нет свидетельств вплоть до 354 года, когда он был упомянут в письме святого Амвросия Медиоланского, в котором тот хвалит святого за организацию епархиальной жизни, в частности, монашества по образу и подобию Восточных церквей.
Убеждённый сторонник Афанасиевского Символа Веры, святой Евсевий был отправлен папой римским Либерием вместе со святым Люцифером, епископом Кальяри, с миссией к императору Констанцию II с просьбой о созыве Вселенского собора для преодоления арианской ереси. Такой собор состоялся в Милане в 355 году, но так как ариане на нём взяли верх, святой Евсевий отказался подписать его акты.
Затем святой Евсевий был смещён, отправлен в ссылку в Скифополь, что в Палестине, а затем — в Каппадокию и Фиваиду. В 361 году, после кончины Констанция II, император Иулиан положил конец его изгнанию, и он вернулся на свою кафедру. В 362 году святой Евсевий участвовал в соборе в Александрии, на котором решили вопрос о помиловании арианских епископов.
Святой Евсевий основал епархию в Тортоне (Tortona), а также ходил в Галлию, где поставил епископа в Эмбруне.
Святой Евсевий отошёл ко Господу в Верчелли в 371 или 372 году. Его память всегда совершалась 16 декабря, но папа Римский Павел VI в 1969 году перенёс празднование на 2 августа.
Святой Евсевий почитается покровителем Пьемонта.

## Источник
- N. Everett, «Narrating the Life of Eusebius of Vercelli», in R. Balzaretti and E.M. Tyler (eds), Narrative and History in the Early Medieval West (Turnhout, 2006: Brepols), pp. 133-165.
- Зайцев Д. В., А. А. К. Евсевий // Православная энциклопедия. — М., 2008. — Т. XVII : Евангелическая церковь чешских братьев — Египет. — С. 239-242. — 39 000 экз. — ISBN 978-5-89572-030-1.